# محمود مهدي عباس
محمود مهدي، (28 نوفمبر 1990) ممثل مصري.

## عن حياته
طالب بالمعهد العالي للفنون المسرحية قسم تمثيل وإخراج دفعة 2008 م. له العديد من الأعمال التلفزيونية والسينمائية.

## من أعماله

### المسلسلات
- مدرسة الأحلام
- الإمام الغزالي
- أم الصابرين
- نور مريم
- الريان
- عايزه أتجوز
- حضرة الضابط أخي

### الأفلام
- عائلة ميكي

### سهرات تلفزيونية
- اللص والخروف

## روابط خارجية
- محمود مهدي عباس على موقع قاعدة بيانات الأفلام العربية